# Жена без имена
Жена без имена је албум Влада Георгиева, који је издат 2003. године од стране музичке куће Горатон. 

## Списак песама
1. „Жена без имена“ – 5:23
2. „Једино нам љубав остаје“ – 4:12
3. „Живим да те нађем“ – 5:00
4. „Анђеле“ – 4:11
5. „Нисам као он“ – 5:00
6. „Ми нисмо ми“ – 4:17
7. „Све си ми ти“ – 3:42
8. „Лагала си ме“ – 4:22
9. „Једина“ – 5:27
10. „Истина је“ – 4:59